# Vindkraft i Grekland
Vindkraften i Grekland står för omkring 20 % av landets elförsörjning. Produktionen har ökat i relativt jämn takt (på procentbasis) sedan millennieskiftet.
Potentialen är störst i kustnära områden. Den är allra högst till havs, men på grund av Egeiska havets djup är det svårt att anlägga havsbaserad vindkraft annat än inom begränsade områden. Vindkraften har främst byggts ut i bergiga områden och framförallt i de centrala delarna av landet. Sedan 2018 finns ett auktionsförfarande för större projekt där både vind- och solkraft ingår.